# TT319
| F35 | F35 | F35 |

| F35 | F35 | F35 |

TT319 (Theban Tomb 319) è la sigla che identifica una delle Tombe dei Nobili ubicate nell'area della cosiddetta Necropoli Tebana, sulla sponda occidentale del Nilo dinanzi alla città di Luxor, in Egitto. Destinata a sepolture di nobili e funzionari connessi alle case regnanti, specie del Nuovo Regno, l'area venne sfruttata, come necropoli, fin dall'Antico Regno e, successivamente, sino al periodo Saitico (con la XXVI dinastia) e Tolemaico.

## Titolare
TT319 era la tomba di:
| Titolare | Titolo                                  | Necropoli                                             | Dinastia/Periodo | Note |
| -------- | --------------------------------------- | ----------------------------------------------------- | ---------------- | ---- |
| Nofru    | Regina, moglie di Montuhotep Nebhapetra | Deir el-Bahari (all'interno del tempio di Hatshepsut) | XI dinastia      |      |

## Biografia

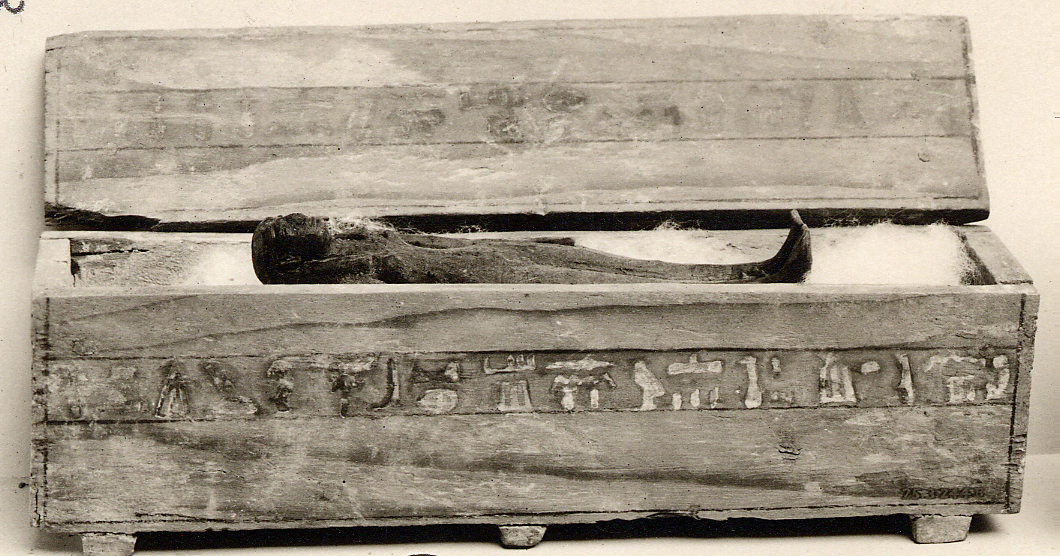
Ushabty rappresentante il sarcofago della regina Nofru (Metropolitan Museum, cat. 25.3.244 A-C

Nofru era figlia di Montuhotep Sankhibtawy e Ioh, sposa del re Montuhotep II

## La tomba
Ubicata nel cortile del tempio di Deir el-Bahari dedicato ad Hatshepsut,  la TT319 vede il suo corredo e i suoi rilievi parietali oggi disseminati in vari Musei. I bassorilievi del corridoio superiore e dalla cappella sono oggi così distribuiti:
- portatori di suppellettili funerarie, tra cui modelli di barche, e uomini inginocchiati che offrono scettri presso il Metropolitan Museum of Art di New York;
- la defunta, con le acconciatrici di capelli Inu e Henut, al Brooklyn Museum di New York (cat. 51.231 e 54.49);
- testa di una fanciulla al Metropolitan Museum of Art di New York;
- processione di fanciulle con tori al Metropolitan Museum of Art;
- portatori di offerte con vassoi e portatrici con ceste, al Brooklyn Museum (cat. 53.178 e 53.126);
- testa di stagione personificata (inondazione), e due portatori di offerte con giogo a bilanciere e borse, presso il Museo del Cairo (cat. 49926 e 49927);
- parte di due portatori di offerte, al National Museum of Scotland di Edimburgo (cat. 1953.322);
- suonatrici di nacchere, in collezione privata[N 8];
- donna con parasole, presso la Yale University Art Gallery di New Haven (cat. 1956.33.87);
- altri frammenti, compresi portatori di offerte e scene di processione funeraria, presso il Metropolitan Museum of Art

Materiali e suppellettili provenienti dalla camera funeraria:
- disegni di autori vari delle pareti con suppellettili funerarie, liste di offerte, Testi dei sarcofagi e Testi delle piramidi, fregi, appunti di Gaston Maspero, testi vari ricavati dal sarcofago, presso il Metropolitan Museum of Art;
- scatola per ushabti recante il nome della madre Ioh presso il Metropolitan Museum of Art (cat. 25.3.240.4);
- quattro scatole per ushabti presso il Museo del Cairo (cat. 49086, 49088, 49090, 49092).[9].

### Annotazioni
1. ↑  La planimetria non è in scala e ha valore esclusivamente di visione d'insieme; l'ubicazione delle singole tombe non è topograficamente esatta, ma vuole visualizzare la concentrazione delle sepolture, nonché il "disordine" con cui le stesse sono state classificate.
2. ↑  La prima numerazione delle tombe, dalla numero 1 alla 252, risale al 1913 con l'edizione del "Topographical Catalogue of the Private Tombs of Thebes" di Alan Gardiner e Arthur Weigall. Le tombe erano numerate in ordine di scoperta e non geografico; ugualmente in ordine cronologico di scoperta sono le tombe dalla 253 in poi.
3. ↑  I campi della Duat, ovvero l'aldilà egizio, si trovavano, secondo le credenze, proprio sulla riva occidentale del grande fiume.
4. ↑  Nella sua epoca di utilizzo, l'area era nota come "Quella di fronte al suo Signore" (con riferimento alla riva orientale, dove si trovavano le strutture dei Palazzi di residenza dei re e i templi dei principali dei) o, più semplicemente, "Occidente di Tebe".
5. ↑  le Tombe dei Nobili, benché raggruppate in un'unica area, sono di fatto distribuite su più necropoli distinte.
6. ↑  Le note, sovente di inquadramento topografico della tomba, sono tratte, fino alla TT252, dal "Topographical Catalogue" di Gardiner e Weigall, ed. 1913 e fanno perciò riferimento alla situazione dell'epoca.
7. ↑  Non è agevole ricostruire la genealogia di Nofru e, in generale, le vicende della XI e XII dinastia, dato il periodo di instabilità per l'immediata derivazione dal Primo Periodo Intermedioe l'altrettanto imminente sopraggiungere del Secondo Periodo Intermedio. Antef III, predecessore di Montuhotep II, sposò, verosimilmente, Ioh, sua sorella, indicata come "madre di re, figlia di re e sacerdotessa di Hathor"; ne deriva che Montuhotep II Nebhapetra era figlio di Antef e Ioh, ma in alcuni testi questi viene indicato come Montuhotep Sankhibtawy, ovvero proprio il nome riportato nella TT319 come padre di Nofru. La stessa, in una stele del Gebel el-Silsilah, viene indicata come "figlia del re", mentre in un'altra indica Ioh come sua madre: sembra quindi di poter desumere che Nofru fosse figlia di Antef II e di sua sorella Ioh, nonché sorella e sposa di Montuhotep II.
8. ↑  Louise J. Stark di Sharonville, in Ohio

### Fonti
1. ↑  Porter e Moss 1927,  p. 391.
2. ↑  Gardiner e Weigall 1913.
3. ↑  Donadoni 1999,  p. 115.
4. 1 2  Porter e Moss 1927, p. 391.
5. ↑  Tyldesley 2006, pp. 66-68.
6. ↑  Clere, Vol. 1, p. 21.
7. ↑  Gauthier 1906, p. 39.
8. ↑  Gardiner 1959, colonna 5, riga 15.
9. ↑  Porter e Moss 1927, pp. 392-393.